# Jasen (Trebinje)
Pour les articles homonymes, voir Jasen.
Jasen (en serbe cyrillique : Јасен) est un village de Bosnie-Herzégovine. Il est situé sur le territoire de la ville de Trebinje et dans la république serbe de Bosnie. Selon les premiers résultats du recensement bosnien de 2013, il compte 81 habitants.

## Géographie
Le village est situé au nord-est de Trebinje. Il est entouré par les localités suivantes :
|                  | Borilovići                 |        |
| Vrpolje Ljubomir | Jasen                      | Budoši |
|                  | Vrpolje Ljubomir Necvijeće |        |

## Histoire
Dans le village, l'église Saint-Élie est inscrite sur la liste provisoire des monuments nationaux de Bosnie-Herzégovine

## Démographie

### Évolution historique de la population dans la localité
| 1948 | 1953 | 1961 | 1971 | 1981 | 1991 | 2013 |
| ---- | ---- | ---- | ---- | ---- | ---- | ---- |
| -    | -    | 122  | 102  | 87   | 69   | 81   |

|  |